# 디지털 아카이브
디지털 아카이브(digital archive)는 인터넷에 디지털로 이루어진 거대한 문서 저장고이자 콘텐츠 아카이브다. 인터넷에서는 실시간으로 정보가 생산되는 동시에 저장되고있다. 디지털 아카이브는 정보의 생산과 전달, 공유 속도를 극대화하고 지식에 대한 접근성을 향상시킨다. 디지털 아카이브는 지구화된 차원에서 실시간으로 내용물이 축적되는 동시에 사용되는 시공간 압축의 저장고다. 디지털로 전환된 사물의 반영물은 디지털 복제로 수많은 사람의 용도에 맞게 사용될 수 있다.
디지털 아카이브는 지구화된 차원에서 실시간적인 데이터로 이루어진 내용물이 축적됨과 동시에 사용되는 시공간압축의 저장고이다. 이는 인터넷 사용자들이 여러 가지 형태로 올린 말과 생각, 의견과 감정이 쌓이는 실시간 저장고라고 할 수 있는데, 사용자가 올려놓은 디지털 콘텐츠는 그것이 저장되는 물리적 장소(서버)에 상관없이 네트워크 안에서 사이버스페이스라는 가상의 공간 안에 축적된다.

## 사적 아카이브와 공적 아카이브
디지털 아카이브는 개인의 노력으로 구성되는 사적 아카이브와 공동의 노력으로 만들어지는 공적 아카이브로 구성된다. 디지털 아카이브가 네트워크로 서로 연결되면 새로운 모양으로 전환된다. 링크로 연결된 디지털 아카이브는 고립된 아카이브와 달리 상호 연결을 통해 양적 축적을 질적 변환으로 이끈다. 아카이브가 살아 있는 생명력을 가지려면 종류가 다른 새로운 창조물들과 접속해야 하고 새로운 링크를 만들어야 하며 하나의 부분이 기꺼이 다른 부분과 연결되어야 한다.
인터넷은 지식의 유통에서 혁신적인 변화를 가져왔다. 지식 전달의 즉각성과 개방성, 전 지구화를 통한 공간의 단축, 디지털 복제를 통한 정보의 공유가 지식 유통 체계를 바꾸었다. 지식을 저장하고 보관하던 전통적 의미의 아카이브가 디지털 아카이브로 전환되면서 지식의 유통 속도는 더욱 빨라졌고 지식의 실시간 이용이 이루어졌다.
디지털 아카이브는 하이퍼텍스트를 통한 연결과 얽힘을 만들어 놓는다. 네트의 아카이브는 하이퍼텍스트의 연결을 통해 시작과 끝이 없는 과정으로 얽히면서 수많은 아카이브의 집합체로 확대된다. 타자에 의해 다시 배열되고 활용될 수 있다는 엄청난 가능성은 디지털 아카이브를 완성되지 않는 과정 중에 위치하도록 만든다. 그래서 디지털 아카이브는 유동적이다. 그것은 닫혀져 있지 않고 열려 있다. 다른 아카이브에 연결될 수 있다는 의미에서 그것은 열려 있는 가능성이다. 디지털 아카이브는 다른 사람의 필요와 요구에 따라 변형되고 확장되는 실마리를 제공한다. 그것은 타자에 의해 완성되는 관계의 연속이자 지속이다.
이러한 디지털 아카이브의 특성 때문에 지식과 정보의 완결성은 약화된다. 네트에서는 무수한 타자의 개입과 변형으로 정보와 지식의 자체 완결성이 과거에 비해 중요하지 않게 된다. 개인의 창의력과 집중에 의존하는 체계적인 저작물은 쇠퇴하고 공동 작업이나 기동성 있게 현실에 대응하는 부분적 중간 결과물들이 많아질 수밖에 없다. 과거에는 초고가 개인적인 차원에서 미완성된 원고를 뜻하지만 이제 온라인 버전이란 다른 사람들의 비판과 개입을 기다리는 열려 있는 지적 과정으로서 성격을 갖기에 이르렀다.

## 특징
물리적 장소에 국한되지 않고, 데이터의 단위로 축적된다는 특징으로 인하여, 디지털 아카이브는 장소의 소멸과 공간의 통일이라는 특징을 가지고, 이는 전지구화된 디지털 아카이브를 가능하게 만드는 동시에 장소의 물리적 저항을 무마시킨다. 또한, 디지털 아카이브는 클라우드 컴퓨팅을 통해 물리적 장소의 의미에서 벗어나지만, 클라우드 컴퓨팅의 최종 종착지로써 데이터센터라는 물리적 장소에 도달함으로써 이중적인 모습을 보인다.

## 디지털 아카이브의 축적
디지털 아카이브에 축적되는 데이터는 플랫폼을 거쳐간다고 할 수 있다. 플랫폼은 네트워크로 연결된 이용자들의 집합적 활동과 협업의 결과물을 클라우드 소싱이라고 하는 틀로 자동 축적한다. 이는 개체의 활동 시간을 나누어 물질적인 시간을 기계의 시간으로 바꾸어 저장한다. 이렇게 실시간으로 축적되는 디지털 아카이브의 정보는 그 시간성이 과거와 현재, 미래의 흐름에 모두 적용된다. 실시간으로 축적되는 정보와 실시간으로 조회되어 재현되는 축적된 정보는 항상 현시적이다. 또한 아카이브에 저장된 정보는 물질 아카이브와 다르게 시간의 흐름에 따라 소멸하는 모습을 보이지 않는다. 즉, 언제 어느때라도 조회한다면 다시 살아날 예비 동면 상태로 남아 창조와 동시에 축적되는 것이다.
디지털 아카이브는 대중매체를 통해 형성된 내용물 또한 디지털 형태로 전환하여 저장한다. 현실을 구성하는 사물들은 미디어를 통해 변환되고, 이후 디지털로 전환되면서 다시 한번 매개된다. 이러한 재매개 과정을 통해 디지털화된 내용물은 축적되고, 사용자들의 활동 결과와 함께 누적되면서 디지털 아카이브는 확장된다고 할 수 있다. 또한 이러한 상호 연결과 복제를 거듭하면서 디지털 아카이브는 스스로를 확장한다. 미러링, 퍼가기, 따붙이기 등의 행위들을 통해서 이루어지고, 이는 디지털 아카이브가 지속적으로 확장되고 있음을 설명한다.

## 디지털 아카이브의 연결성과 의미
디지털 아카이브에 누적되는 정보들은 다양한 관계 속에서 서로 연결되고 링크되기 때문에, 물리적인 장소에 상관없이 전지구적 공간에 거주 하고 있다. 서로에 대한 상호연관, 호명의 체제로 연결되어 있는 디지털 정보들은 이러한 연결과 집합체만으로 새로운 문화를 창조해낸다. 한곳에 모이거나 서로 연결하는 행위에서 더 나아가 의도적인 협업과 집단행동이 이루어지면서 생각과 행동을 집합적으로 할 수 있게 된 것이다.
디지털 아카이브는 현실적인 물질을 보관하는 아카이브와 달리 사물의 디지털화된 재현을 바탕으로 한다. 디지털 아카이브는 문서, 소리, 이미지 등 다양한 형태로 원본을 재현한다. 디지털 아카이브에서는 사물이 디지털로 전환되어 보관된다. 이러한 디지털 정보들은 수많은 사람의 용도에 따라 사용된다. 그렇기에 디지털 아카이브는 기존 아카이브와는 다르게 보관보다는 사용에 그 목적을 두고 있다. 공간적인 접근의 한계를 뛰어넘는 것, 시간의 흐름에 영향을 받지 않는 것 등의 특성들이 이를 가능케 한 것이다. 결국 디지털 정보의 장점인 검색과 활용의 용이, 원본 변형의 용이와 복사의 특성을 그대로 가져간다고 할 수 있다. 또한 디지털 아카이브는 다양한 참여자들의 참여에 의해 이루어지는, 열린 체계를 갖고 있기에 그 공공성을 강하게 가져간다고 할 수 있다.

## 같이 보기
- 5D Glass disk
- 백업
- 데이터 보존
- 디지털 큐레이션
- 전자 도서관
- 디지털화
- 기업 콘텐츠 관리
- 파일 형식
- 보존 메타데이터
- 웹 아카이빙